# Andrej Klimau
Andrej Jauhienawicz Klimau (biał. Андрэй Яўгенавіч Клімаў, ros. Андрей Евгеньевич Климов, Andriej Jewgienjewicz Klimow; ur. 17 września 1965 w Mińsku) – białoruski polityk i biznesmen, członek opozycyjnej Zjednoczonej Partii Obywatelskiej, deputowany do Rady Najwyższej Republiki Białorusi XIII kadencji; w 1996 roku był jednym z inicjatorów impeachmentu prezydenta Alaksandra Łukaszenki.

## Życiorys

### Młodość i praca
Urodził się 17 września 1965 roku w Mińsku, w Białoruskiej SRR, ZSRR. W 1986 roku ukończył Szkołę Pożarniczo-Techniczną MSW ZSRR we Lwowie. W latach 1983–1991 służył w organach spraw wewnętrznych Ministerstwa Spraw Wewnętrznych ZSRR. W latach 1991–1996 pełnił funkcję dyrektora małego przedsiębiorstwa Andreja Klimaua w Mińsku, przewodniczącego zarządu spółki „Andriej Klimow i Ko.”. Od 1997 roku był członkiem Zjednoczonej Partii Obywatelskiej.

### Działalność parlamentarna
W wyborach parlamentarnych w 1995 roku startował formalnie jako kandydat bezpartyjny. W drugiej turze wyborów uzupełniających został wybrany na deputowanego do Rady Najwyższej Republiki Białorusi XIII kadencji z pierszamajskiego okręgu wyborczego nr 244 miasta Mińska. 19 grudnia 1995 roku został zarejestrowany przez centralną komisję wyborczą, a 9 stycznia 1996 roku zaprzysiężony na deputowanego. Od 23 stycznia pełnił w Radzie Najwyższej funkcję członka Stałej Komisji ds. Polityki Ekonomicznej i Reform. Klimau był jednym z inicjatorów impeachmentu prezydenta Alaksandra Łukaszenki i członkiem komisji deputowanych powołanej do rozpatrzenia naruszeń porządku konstytucyjnego przez prezydenta. 27 listopada 1996 roku, po dokonanej przez Łukaszenkę kontrowersyjnej i częściowo nieuznanej międzynarodowo zmianie konstytucji, nie wszedł w skład utworzonej przez niego Izby Reprezentantów Zgromadzenia Narodowego Republiki Białorusi I kadencji. Zgodnie z Konstytucją Białorusi z 1994 roku jego mandat deputowanego do Rady Najwyższej zakończył się 9 stycznia 2001 roku; kolejne wybory do tego organu jednak nigdy się nie odbyły.

### Prześladowania polityczne
Po reformie konstytucyjnej Andrej Klimau został aresztowany pod zarzutem naruszenia norm finansowych i gospodarczych podczas budowy luksusowego domu w Mińsku. Śledztwo w jego sprawie trwało 2 lata. W więzieniu Klimau prowadził głodówkę bez przyjmowania płynów, protestując przeciwko oskarżeniom, które jego zdaniem zostały sfabrykowane z przyczyn politycznych. W tym czasie został także brutalnie pobity. Podczas rozprawy sądowej wiele punktów oskarżenia wycofano, ponieważ nie zostały one potwierdzone w toku śledztwa. Ostatecznie jednak Klimau został skazany na 6 lat więzienia i przepadek mienia, co było oceniane jako surowy wyrok. Zdaniem opinii publicznej sprawa Klimaua miała charakter represji politycznych.

## Życie prywatne
Andrej Klimau jest żonaty, ma dwoje dzieci.